# Rileya similaris
Rileya similaris är en stekelart som beskrevs av Charles Joseph Gahan 1918. Rileya similaris ingår i släktet Rileya och familjen kragglanssteklar. Inga underarter finns listade i Catalogue of Life.